# Volkswagen Passat B6
Volkswagen Passat (B6) este o mașină de familie mare din segmentul D, produsă și comercializată de Volkswagen între 2005 și 2010. Este a șasea generație a lui Passat și a fost desemnată intern ca B6.
A fost comercializat în modele de caroserie sedan și wagon, în configurații cu tracțiune față, precum și cu tracțiune integrală și cu o gamă largă de motoare pe benzină și diesel.